# Mesoleius bisignatus
Mesoleius bisignatus là một loài tò vò trong họ Ichneumonidae.